# The Jackson 5 World Tour
Tournées par Jackson 5
The Jackson 5 European Tour
(1972) The Jackson 5 Final Tour
(1976)
 The Jackson 5 World Tour est la première tournée mondiale du groupe The Jackson Five. Elle s'est déroulée entre 1973 et 1975, principalement aux États-Unis.

## Faits divers
- Le concert donné au Koseinenkin Hall (en) à Osaka le 30 avril 1973 a fait l'objet d'un album live, sorti uniquement au Japon en octobre 1973 sous le nom In Japan!, et n'est disponible nulle part ailleurs jusqu'à sa sortie au Royaume-Uni en 1986. Il sera finalement à nouveau disponible en octobre 2004, lors de sa sortie aux États-Unis en édition limitée.
- Les Jackson Five ont été les premiers musiciens noirs à effectuer une tournée nationale en Australie.
- Le groupe aura donné finalement 35 concerts au MGM Grand Las Vegas avec la participation de La Toya, Janet et Randy.
- Leur concert qui s'est tenu au National Stadium en Jamaïque aurait pris fin à quatre heures du matin, a rapporté un journal local. De plus, au cours de ce séjour, les frères ont pu rencontrer Bob Marley et sa famille.
- La tournée a bénéficié d'une fréquentation record de plus de 2 millions de spectateurs.

## Programme
- Issu des Las Vegas Concerts

1. Skywriter
2. Killing Me Softly with His Song
3. Oh Danny Boy
4. By the Time I Get to Phoenix
5. Bi Min Bist Da Schorn (les sœurs Jackson)
6. The Love You Save
7. I'll Be There
8. Medley :
  - I Want You Back
  - ABC
9. Love Is Strange (Janet et Randy)
10. When I'm Calling You
11. I Got You Babe (Janet et Randy)
12. The Beat Goes On

## Liste des concerts
- Ici sont répertoriés les dates connues à ce jour.

| #       | Date                        | Ville               | Pays             | Lieu                                     |
| ------- | --------------------------- | ------------------- | ---------------- | ---------------------------------------- |
| 1       | 2 mars 1973                 | Oklahoma City       | États-Unis       | Coliseum                                 |
| 2       | 3 mars 1973                 | Monroe              | États-Unis       | Coliseum (en)                            |
| 3       | 4 mars 1973                 | Houston             | États-Unis       | Astrodome                                |
| 4       | 27 avril 1973               | Tokyo               | Japon            | Théâtre du jardin impérial               |
| 5       | 28 avril 1973               | Hiroshima           | Japon            | Yubin Chokin Hall                        |
| 6       | 30 avril 1973               | Osaka               | Japon            | Koseinenkin Hall (en)                    |
| 7       | 1er mai 1973                | Osaka               | Japon            | Festival Hall                            |
| 8       | 2 mai 1973                  | Tokyo               | Japon            | Budokan                                  |
| 9       | 5 mai 1973                  | Portland            | États-Unis       | Coliseum Complex                         |
| 10      | 6 mai 1973                  | Seattle             | États-Unis       | Seattle Center Coliseum                  |
| 11      | 11 mai 1973                 | Phoenix             | États-Unis       | Arizona Veterans Memorial Coliseum       |
| 12      | 12 mai 1973                 | Salt Lake City      | États-Unis       | Special Events Center (en)               |
| 13      | 13 mai 1973                 | Sacramento          | États-Unis       | Charles C. Hughes Stadium                |
| 14      | 18 mai 1973                 | Philadelphie        | États-Unis       | Spectrum                                 |
| 15      | 19 mai 1973                 | Trotwood            | États-Unis       | Hara Arena (en)                          |
| 15      | 20 mai 1973                 | Columbus            | États-Unis       | St. John Arena (en)                      |
| 16      | 23 juin 1973                | Brisbane            | Australie        | Brisbane Festival Hall (en)              |
| 17      | 26 juin 1973                | Melbourne           | Australie        | Festival Hall (en)                       |
| 18      | 29 juin 1973                | Perth               | Australie        | Beatty Park (en)                         |
| 19      | 1er juillet 1973            | Adélaïde            | Australie        | Apollo Stadium (en)                      |
| 20      | 2 juillet 1973              | Sydney              | Australie        | Hordern Pavilion (en)                    |
| 21      | 4 juillet 1973              | Christchurch        | Nouvelle-Zélande | Town Hall (en)                           |
| 22      | 5 juillet 1973              | Wellington          | Nouvelle-Zélande | Athletic Park                            |
| 23      | 13 juillet 1973             | Providence          | États-Unis       | Providence Civic Center                  |
| 24      | 14 juillet 1973             | New Haven           | États-Unis       | Yale Bowl                                |
| 25      | 16 juillet 1973             | Cleveland           | États-Unis       | Public Auditorium                        |
| 26      | 17 juillet 1973             | San Juan            | Porto Rico       | Hiram Bithorn Stadium                    |
| 25      | 20 juillet 1973             | Pittsburgh          | États-Unis       | Civic Arena                              |
| 26      | 21 juillet 1973             | Long Pond           | États-Unis       | Pocono State Fair                        |
| 27      | 22 juillet 1973             | New York            | États-Unis       | Madison Square Garden                    |
| 28      | 24 juillet 1973             | Chicago             | États-Unis       | International Theater                    |
| 29      | 25 juillet 1973             | Chicago             | États-Unis       | International Theater                    |
| 30      | 27 juillet 1973             | Cleveland           | États-Unis       | Public Auditorium                        |
| 31      | 28 juillet 1973             | Détroit             | États-Unis       | Olympia Stadium                          |
| 32      | 29 juillet 1973             | Saratoga            | États-Unis       | Saratoga Perfect Arts (en)               |
| 33      | 3 août 1973                 | Richmond            | États-Unis       | Richmond Coliseum (en)                   |
| 34      | 4 août 1973                 | Hampton             | États-Unis       | Hampton Coliseum (en)                    |
| 35      | 5 août 1973                 | Baltimore           | États-Unis       | Civic Center                             |
| 36      | 7 août 1973                 | Greensboro          | États-Unis       | Greensboro Coliseum                      |
| 37      | 8 août 1973                 | Nashville           | États-Unis       | Municipal Auditorium (en)                |
| 38      | 10 août 1973                | Columbia            | États-Unis       | Carolina Coliseum (en)                   |
| 39      | 11 août 1973                | Atlanta             | États-Unis       | Omni Coliseum                            |
| 40      | 12 août 1973                | Miami Beach         | États-Unis       | Convention Center (en)                   |
| 41      | 17 août 1973                | Memphis             | États-Unis       | Mid-South Coliseum (en)                  |
| 42      | 18 août 1973                | Saint-Louis         | États-Unis       | Kiel Auditorium                          |
| 43      | 19 août 1973                | Indianapolis        | États-Unis       | Indiana State Fair (en)                  |
| 44      | 21 août 1973                | La Nouvelle-Orléans | États-Unis       | Municipal Auditorium                     |
| 45      | 22 août 1973                | Dallas              | États-Unis       | Memorial Auditorium                      |
| 46      | 24 août 1973                | Daly City           | États-Unis       | Cow Palace                               |
| 47      | 25 août 1973                | Fresno              | États-Unis       | Convention Center (en)                   |
| 48      | 26 août 1973                | Inglewood           | États-Unis       | The Forum                                |
| 49      | 28 août 1973                | Boston              | États-Unis       | Suffolk Downs (en)                       |
| 50      | 29 août 1973                | Montréal            | Canada           | Autostade                                |
| 51      | 31 août 1973                | Columbus            | États-Unis       | Ohio State Fair (en)                     |
| 52      | 2 septembre 1973            | Honolulu            | États-Unis       | Honolulu International Center Arena (en) |
| 53      | 19 octobre 1973             | El Paso             | États-Unis       | El Paso County Coliseum                  |
| 54      | 21 octobre 1973             | San Antonio         | États-Unis       | San Antonio Municipal Auditorium         |
| 55      | 26 décembre 1973            | College Park        | États-Unis       | Cole Field House                         |
| 56      | 28 décembre 1973            | Landover            | États-Unis       | Capital Centre                           |
| 57      | 29 décembre 1973            | Fayetteville        | États-Unis       | Cumberland County Arena                  |
| 58      | 30 décembre 1973            | Winston-Salem       | États-Unis       | Winston-Salem War Memorial Coliseum      |
| 59      | 1er février 1974            | Dakar               | Sénégal          | Stade Demba-Diop                         |
| 60      | 2 février 1974              | Dakar               | Sénégal          | Théâtre national Daniel-Sorano           |
|         | 3 février 1974              | Dakar               | Sénégal          | Théâtre national Daniel-Sorano           |
| 61      | 22 février 1974             | Houston             | États-Unis       | Astrodome                                |
| 62      | 23 février 1974             | Denver              | États-Unis       | Denver Coliseum                          |
| 63      | 8 mars 1974                 | Greenville          | États-Unis       | Greenville Memorial Auditorium           |
| 64      | 9 mars 1974                 | Louisville          | États-Unis       | —                                        |
| 65      | 10 mars 1974                | Toledo              | États-Unis       | Toledo Sports Arena                      |
| 66      | 7 avril 1974                | Las Vegas           | États-Unis       | MGM Grand Las Vegas                      |
| 67-81   | 9-23 avril 1974             | Las Vegas           | États-Unis       | MGM Grand Las Vegas                      |
| 82      | 26 avril 1974               | Lac Tahoe           | États-Unis       | Sahara Tahoe Hotel (en)                  |
| 83      | 27 avril 1974               | Lac Tahoe           | États-Unis       | Sahara Tahoe Hotel (en)                  |
| 84      | 28 avril 1974               | Lac Tahoe           | États-Unis       | Sahara Tahoe Hotel (en)                  |
| 85      | 13 mai 1974                 | Washington          | États-Unis       | RFK Stadium                              |
| 86      | 25 mai 1974                 | Cincinnati          | États-Unis       | Cincinnati Gardens                       |
| 87-93   | 27 mai-2 juin 1974          | Lac Tahoe           | États-Unis       | Sahara Tahoe Hotel (en)                  |
| 94      | 22 juin 1974                | Inglewood           | États-Unis       | The Forum                                |
| 95-101  | 24-30 juin 1974             | Niles               | États-Unis       | Mill Run Theater (en)                    |
| 102-108 | 8-14 juillet 1974           | San Carlos          | États-Unis       | Circle Star Theater (en)                 |
| 109     | 15 juillet 1974             | Pittsburgh          | États-Unis       | Three Rivers Stadium                     |
| 110     | 20 juillet 1974             | Philadelphie        | États-Unis       | Civic Arena                              |
| 111     | 21 juillet 1974             | Richmond            | États-Unis       | Richmond Coliseum (en)                   |
| 112     | 24 juillet                  | Détroit             | États-Unis       | Detroit Olympia                          |
| 113     | 26 juillet 1974             | Buffalo             | États-Unis       | Memorial Auditorium                      |
| 114     | 27 juillet 1974             | New York            | États-Unis       | Madison Square Garden                    |
| 115-122 | 29 juillet-4 août 1974      | Cleveland           | États-Unis       | Front Row Theater                        |
| 123     | 7 août 1974                 | La Nouvelle-Orléans | États-Unis       | Municipal Auditorium                     |
| 124     | 10 août 1974                | Saint-Louis         | États-Unis       | Kiel Auditorium                          |
| 125     | 11 août 1974                | Kansas City         | États-Unis       | Municipal Auditorium                     |
| 126     | 16 août 1974                | Saint Paul          | États-Unis       | St. Paul Civic Center (en)               |
| 127     | 17 août 1974                | Spokane             | États-Unis       | World Expo                               |
| 128-141 | 21 août-3 septembre 1974    | Las Vegas           | États-Unis       | MGM Grand Las Vegas                      |
| 142     | 13 septembre 1974           | São Paulo           | Brésil           | Palácio das Convenções do Anhembi (en)   |
| 143     | 14 septembre 1974           | São Paulo           | Brésil           | Pavilhão de Exposições do Anhembi (en)   |
| 145     | 17 septembre 1974           | Porto Alegre        | Brésil           | Ginasio do Internacional                 |
| 146     | 18 septembre 1974           | Belo Horizonte      | Brésil           | Stade de l'Indépendance                  |
| 148     | 19 septembre 1974           | Rio de Janeiro      | Brésil           | Ginásio do Maracanãzinho                 |
| 149     | 20 septembre 1974           | Rio de Janeiro      | Brésil           | Ginásio do Maracanãzinho                 |
| 150     | 22 septembre 1974           | Brasilia            | Brésil           | Ginasio de Brasilia (en)                 |
| 151     | 4 octobre 1974              | Lac Tahoe           | États-Unis       | Sahara Tahoe Hotel (en)                  |
| 152     | 5 octobre 1974              | Lac Tahoe           | États-Unis       | Sahara Tahoe Hotel (en)                  |
| 153     | 6 octobre 1974              | Lac Tahoe           | États-Unis       | Sahara Tahoe Hotel (en)                  |
| 154     | 11 octobre 1974             | Panama City         | Panama           | Estadio Revolución                       |
| 155     | 12 octobre 1974             | Panama City         | Panama           | Estadio Revolución                       |
| 156     | 18 octobre 1974             | Baton Rouge         | États-Unis       | LSU Assembly Center                      |
| 157     | 19 octobre 1974             | Little Rock         | États-Unis       | Barton Coliseum                          |
| 158     | 20 octobre 1974             | Houston             | États-Unis       | Sam Houston Coliseum                     |
| 159     | 21 octobre 1974             | Indianapolis        | États-Unis       | Market Square Arena                      |
| 160     | 26 octobre 1974             | Notre Dame          | États-Unis       | Athletic & Convocation Center            |
| 161     | 27 octobre 1974             | Milwaukee           | États-Unis       | MECCA Arena                              |
| 162     | 1er novembre 1974           | Sacramento          | États-Unis       | Sacramento Memorial Auditorium           |
| 163     | 3 novembre 1974             | Oakland             | États-Unis       | Oakland–Alameda County Coliseum          |
| 164     | 9 novembre 1974             | Philadelphie        | États-Unis       | Philadelphia Civic Center                |
| 165     | 10 novembre 1974            | Springfield         | États-Unis       | Springfield Civic Center                 |
| 166-179 | 20 novembre-3 décembre 1974 | Las Vegas           | États-Unis       | MGM Grand Las Vegas                      |
| 180-186 | 6-12 février 1975           | New York            | États-Unis       | Radio City Music Hall                    |
| 187     | 8 mars 1975                 | Kingston            | Jamaïque         | National Stadium                         |
| 188     | 14 mars 1975                | Miami Beach         | États-Unis       | Miami Beach Convention Center            |
| 189     | 15 mars 1975                | San Juan            | Porto Rico       | Roberto Clemente Coliseum                |
| 190     | 16 mars 1975                | San Juan            | Porto Rico       | Roberto Clemente Coliseum                |
| 191-204 | 9-22 avril 1975             | Las Vegas           | États-Unis       | MGM Grand Hotel & Casino                 |
| 205-211 | 5-11 mai 1975               | Gaithersburg        | États-Unis       | Shady Grove Music Theatre                |
| 212-218 | 9-15 juin 1975              | Niles               | États-Unis       | Mill Run Playhouse                       |
| 219     | 11 juin 1975                | Chicago             | États-Unis       | Chicago Stadium                          |
| 220-225 | 24-29 juin 1975             | Nanuet              | États-Unis       | Nanuet Star Theatre                      |
| 226     | 6 juillet 1975              | Westbury            | États-Unis       | Music Fair (en)                          |
| 227-240 | 9-22 juillet 1975           | Las Vegas           | États-Unis       | MGM Grand Hotel & Casino                 |
| 241-247 | 4-10 août 1975              | San Carlos          | États-Unis       | Circle Star Theater                      |
| 248-254 | 18-24 août 1975             | Owings Mills        | États-Unis       | Painters Mill Music Fair                 |
| 255-260 | 26-31 août 1975             | Westbury            | États-Unis       | Westbury Music Fair                      |
| 261     | 1er septembre 1975          | Mount Vernon        | États-Unis       | Memorial Stadium                         |
| 262-264 | 12-14 septembre 1975        | Clarkston           | États-Unis       | Pine Knob Music Theatre                  |
| 265     | 19 septembre 1975           | New Orleans         | États-Unis       | Louisiana Superdome                      |
| 266     | 21 septembre 1975           | Hampton             | États-Unis       | Hampton Roads Coliseum                   |
| 267     | 26 septembre                | Indianapolis        | États-Unis       | Market Square Arena                      |
| 268     | 27 septembre 1975           | Rochester           | États-Unis       | Rochester Community War Memorial         |
| 269     | 10 octobre 1975             | Memphis             | États-Unis       | Mid-South Coliseum                       |
| 270     | 11 octobre 1975             | Atlanta             | États-Unis       | Alexander Memorial Coliseum              |
| 271     | 12 octobre 1975             | Huntsville          | États-Unis       | Von Braun Civic Center                   |
| 272     | 16 octobre 1975             | Saginaw             | États-Unis       | Saginaw Civic Center                     |
| 273     | 17 octobre 1975             | Syracuse            | États-Unis       | Onondaga County War Memorial             |
| 274     | 18 octobre 1975             | Buffalo             | États-Unis       | Buffalo Memorial Auditorium              |
| 275-281 | 29 octobre-4 novembre 1975  | Las Vegas           | États-Unis       | MGM Grand Hotel & Casino                 |
| 282     | 21 décembre 1975            | Mexico City         | Mexique          | Auditorio Nacional                       |

## Équipe musicale
- Michael Jackson : chanteur, danseur
- Jackie Jackson : chanteur, danseur, percussionniste
- Tito Jackson : chanteur, danseur, guitariste
- Jermaine Jackson : chanteur, bassiste
- Marlon Jackson : chanteur, danseur, percussionniste